# Кристофер, Тайлер
Тайлер Кристофер (англ. Tyler Christopher; 11 ноября 1972, Джолиет — 31 октября 2023) — американский телевизионный актёр, известный по роли Николаса Кассадина в дневной мыльной опере ABC «Главный госпиталь», которую он играл с 1996 года. Роль принесла ему три номинации на дневную премию «Эмми», перед победой в 2016 году.
В дополнение к своей роли в мыльной опере Кристофер появился в ряде прайм-таймовых сериалов, включая «Зачарованные», «Ангел», «Военно-юридическая служба» и «C.S.I.: Место преступления». В 2011—2013 он исполнял второстепенную роль в сериале ABC Family «Игра в ложь».
В 2002—2004 годах Кристофер был женат на телевизионной актрисе Еве Лонгории. С 2008 до 2021 года он был женат на репортере ESPN Бриенн Педиго.
Скончался 31 октября 2023 года.